# 圣克莱芒德瓦洛尔格
圣克莱芒德瓦洛尔格（法語：Saint-Clément-de-Valorgue，法語發音：[sɛ̃ klemɑ̃ də valɔʁg]）是法国多姆山省的一个市镇，位于该省东南部，属于昂贝尔区。该市镇总面积13.37平方公里，2009年时的人口为218人。

## 人口
圣克莱芒德瓦洛尔格人口变化图示